# Ambrose Rebello
Ambrose Rebello (* 17. Februar 1949 in Nirmal, Indien) ist ein indischer Geistlicher und emeritierter römisch-katholischer Bischof von Aurangabad.

## Leben
Ambrose Rebello empfing am 22. April 1979 die Priesterweihe für das Bistum Aurangabad.
Seit 2011 war er Generalvikar des Bistums Aurangabad.
Papst Franziskus ernannte ihn am 13. Mai 2015 zum Bischof von Aurangabad. Die Bischofsweihe spendete ihm der Apostolische Nuntius in Indien, Erzbischof Salvatore Pennacchio, am 28. August desselben Jahres. Mitkonsekratoren waren der Erzbischof von Bombay, Oswald Kardinal Gracias, und der Erzbischof von Nagpur, Abraham Viruthakulangara.
Papst Franziskus nahm am 17. Februar 2024 seinen altersbedingten Rücktritt an.